# キノボリトタテグモ
キノボリトタテグモ (Conothele fragaria) は、クモ目トタテグモ科のクモの一つ。樹皮の上に袋状の巣を作り、入り口に戸をつける。

## 特徴
体長は雌で10-12mm、雄で8-10mm。全身が黒ないし黒っぽい紫色で、腹部に斑紋は見られない。液浸標本にすると退色して褐色になる。形態的にはトタテグモ科の他のものとさほど変わらない。特徴的なのは第三脚の脛節の外側にはっきりした窪みがあり、その部分が無毛になっていることで、これはこの属に共通する特徴となっている。

## 習性
一般のトタテグモ類が地下に縦穴を掘り、その入り口に扉をつけるのに対して、この種は巣を樹皮の上につける。樹種としてはサクラ、マツ、クス、スギ、ヒノキなどを新海(2006)は挙げている。巣は糸で裏打ちされた袋状で、やや腹背に平らになっている。入り口にはやや円形の扉をつけ、背面側のちょうつがいでつながる。袋の内側は密に糸で裏打ちされ、外側には苔や土、樹皮片などをつけて偽装する。そのため、蓋を閉じている場合には発見がひどく難しい。
樹木以外にも石垣や岸壁に生息することもあり、時に浅く土を掘って一般のトタテグモに近い（ただしごく浅い）巣を作る例も知られる。
雌成体は通年、雄成体は5-7月に見られる。雌は巣内に卵を納めた卵嚢を作り、幼生が二齢になるまで同居する。一回の産卵数（実際には幼生数）78という観察がある。

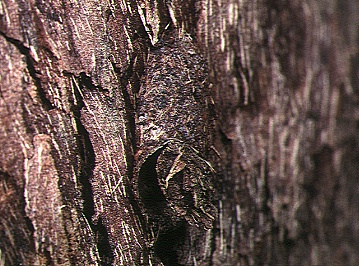
樹皮上の巣

## 分布と生息環境
本州、四国、九州、南西諸島、伊豆諸島、小笠原諸島に分布する。この属のものはミクロネシアに広く分布するものがあることから、流木に巣が付いて海流分散する可能性が示唆されている。
生息域にあってもどこにでも見られるものでなく、新海(2006)は「神社や寺院、旧家の庭、古い公園、林道など」を挙げている。鶴崎他(2007)では鳥取県の調査に関して「神社に見られることが多いがどの神社にもいるわけではない」とした上で、以下のような条件を挙げている。 (1) 一定規模の社叢を伴う。 (2) 石垣が目張りしていない。
この種は環境省のレッドリストでは準絶滅危惧 (NT) に指定されており、島根県と大分県では絶滅危惧I類に、また複数県で絶滅危惧II類などに指定されている。

## 分類
この種は長く Ummidia fragaria の名で知られてきたが、この属のものはほとんどが南北アメリカ産で地中生活をするものであることから、2005年に今の属に移された。同属のものは10数種が東アジアからニューギニア、ミクロネシアに分布し、日本からは本種のみが知られる。